# Mixophyes
Mixophyes – rodzaj płazów bezogonowych z rodziny żółwinkowatych (Myobatrachidae).

## Zasięg występowania
Rodzaj obejmuje gatunki występujące we wschodniej Australii i w południowej części Nowej Gwinei.

## Systematyka

### Etymologia
Mixophyes: gr. μιξις mixis „mieszany”; φυη phuē „wzrost, postać, kształt”.

### Podział systematyczny
Do rodzaju należą następujące gatunki:
- Mixophyes australis Mahony, Bertozzi, Guzinski, Hines & Donnellan, 2023
- Mixophyes balbus Straughan, 1968
- Mixophyes carbinensis Mahony, Donnellan, Richards & McDonald, 2006
- Mixophyes coggeri Mahony, Donnellan, Richards & McDonald, 2006
- Mixophyes fasciolatus Günther, 1864
- Mixophyes fleayi Corben & Ingram, 1987
- Mixophyes hihihorlo Donnellan, Mahony & Davies, 1990
- Mixophyes iteratus Straughan, 1968
- Mixophyes schevilli Loveridge, 1933